# Somerton (Oxfordshire)
Somerton è un villaggio e parrocchia civile dell'Inghilterra, appartenente alla contea dell'Oxfordshire.